# Noorwegen op het Eurovisiesongfestival 1968
Noorwegen nam deel aan het Eurovisiesongfestival 1968 in Londen, het Verenigd Koninkrijk. Het was de negende deelname van het land aan het Eurovisiesongfestival. NRK was verantwoordelijk voor de Noorse bijdrage voor de editie van 1968.

## Selectieprocedure
Traditiegetrouw werd de Noorse act voor het Eurovisiesongfestival geselcteerd via Melodi Grand Prix. Het festival vond plaats op 3 maart 1968 in het Centralteatret in de hoofdstad Oslo. Het werd gepresenteerd door Jan Voigt.
Er streden vijf artiesten om een ticket voor het Eurovisiesongfestival: Per Asplin, Odd Børre, Nora Brockstedt, Per Müller en Kirsti Sparboe. Er waren vijf nummers in competitie, die verdeeld onder de artiesten tweemaal gebracht werden: eenmaal met klein en eenmaal met groot orkest. De keuze van de jury viel uiteindelijk op de versie van Odd Børre van Jeg har aldri vært så glad i noen som deg.
Na afloop van het festival werd evenwel besloten om het winnende nummer niet af te vaardigen naar het Eurovisiesongfestival, en dit vanwege klachten dat het nummer geplagieerd was van Summer holiday van Cliff Richard, die dat jaar het Verenigd Koninkrijk zou vertegenwoordigen op het Eurovisiesongfestival. Er werd gekozen om Odd Børre met het nummer Stress af te vaardigen. Dat nummer was ook als tweede geëindigd in Melodi Grand Prix.

## Melodi Grand Prix 1968
| Nr. | Zanger          | Zanger          | Lied                                      | Punten | Plaats |
| --- | --------------- | --------------- | ----------------------------------------- | ------ | ------ |
| 1   | Per Asplin      | Nora Brockstedt | Nysgjerrig-Per                            | 04     | 4.     |
| 2   | Kirsti Sparboe  | Odd Børre       | Stress                                    | 14     | 2.     |
| 3   | Nora Brockstedt | Per Müller      | Nordlys                                   | 10     | 3.     |
| 4   | Kirsti Sparboe  | Odd Børre       | Jeg har aldri vært så glad i noen som deg | 20     | 1.     |
| 5   | Per Müller      | Per Asplin      | Ingenmannsland                            | 02     | 5.     |